# Chris Mason (Dartspieler)
Christopher „Chris“ John Mason (* 17. Dezember 1969 in Bristol) ist ein englischer Dartspieler, der sowohl bei der British Darts Organisation (BDO), als auch bei der Professional Darts Corporation (PDC) aktiv war. Aktuell fungiert er des Öfteren als TV-Experte bei ITV. 

## Werdegang
Mason gewann 1995 die Scottish Open. 1996 nahm er zum ersten Mal an den World Professional Darts Championship der British Darts Organisation (BDO) teil. In den Jahren 1999 und 2000 gelangte er bei diesem Turnier bis ins Halbfinale. 1999 holte er dabei im Viertelfinale gegen Martin Adams einen 1:4-Satzrückstand auf und gewann als großer Außenseiter noch mit 5:4. 2000 bezwang er den amtierenden Weltmeister Raymond van Barneveld in der ersten Runde. Bei den Winmau World Masters 2000 erreichte er ebenfalls das Halbfinale. Ebenso das Halbfinale gelang ihm beim World Matchplay 1998.
Mason spielte von 2000 bis 2014 in der Professional Darts Corporation (PDC). Bei den Players Championships 2004 spielte er beim PDPA Players Championship Ireland gegen Sean Palfrey einen Neun-Darter. Im Juli 2008 gab Mason an, dass er bereits seit längerem an einem Nervenproblem im Ellbogen leiden würde, weshalb er im August operiert wurde. Daraufhin war er neben der Tätigkeit am Oche als Co-Moderator u. a. bei den englischen Dartsportübertragungen auf ITV4 im Einsatz.
2023 erhielt Mason eine Einladung zur zweiten Ausgabe der Senioren-Weltmeisterschaft. Bei dieser trat er im ersten Spiel des Turniers gegen Terry Jenkins an, gegen den er mit 2:3 verlor.

## Weltmeisterschaftsresultate

### BDO
- 1996: 1. Runde (0:3-Niederlage gegen  Andy Fordham)
- 1998: Achtelfinale (0:3-Niederlage gegen  Peter Johnstone)
- 1999: Halbfinale (2:5-Niederlage gegen  Raymond van Barneveld)
- 2000: Halbfinale (4:5-Niederlage gegen  Ted Hankey)
- 2001: 1. Runde (2:3-Niederlage gegen  Mervyn King)

### PDC
- 1997: Gruppenphase (Niederlagen gegen  Gerald Verrier und  Phil Taylor)
- 2002: 1. Runde (3:4-Niederlage gegen  Dave Askew)
- 2003: Viertelfinale (0:5-Niederlage gegen  John Part)
- 2005: Achtelfinale (3:4-Niederlage gegen  Colin Lloyd)
- 2006: 2. Runde (3:4-Niederlage gegen  John Part)
- 2007: Achtelfinale (0:4-Niederlage gegen  Phil Taylor)
- 2008: 2. Runde (0:4-Niederlage gegen  Kevin Painter)
- 2009: 1. Runde (0:3-Niederlage gegen  John Magowan)

### WSDT
- 2023: 1. Runde (2:3-Niederlage gegen  Terry Jenkins)
- 2024: Viertelfinale (1:3-Niederlage gegen  Lisa Ashton)
- 2025: Achtelfinale (2:3-Niederlage gegen  John Henderson)

## Titel

### BDO
- Weitere
  - 1995: Scottish Open
  - 2001: England Open

### PDC
- Pro Tour
  - UK Open Qualifiers
    - UK Open Qualifiers 2005/06: 6
- Weitere
  - 2000: Irish Masters
  - 2004: Vauxhall Autumn Open
  - 2005: Vauxhall Spring Open
  - 2006: West Tyrone Open

## Privates
Mason geriet in seinem Leben bereits einige Male mit dem Gesetz in Konflikt. So wurde er im Juni 2003 zu einer dreijährigen Gefängnisstrafe verurteilt, von der er aber lediglich etwa ein Jahr verbüßte.
Mason ist verheiratet und hat drei Kinder.